# Jefferson Airplane-Best of albumok
Az alábbi cikk a Jefferson Airplane azon válogatásalbumainak összefoglalója, melyek címében szerepel a Best of kifejezés. Ezekből lényegesen több jelent meg, mint az együttes eredeti stúdióalbumaiból. A lista megjelenésük időrendjében mutatja be az albumokat.
A cikkben nem találhatók meg az együttes azon válogatásalbumai, melyek címében nem szerepel a Best of kifejezés:
- The Worst of Jefferson Airplane (1970)
- Early Flight (1974)
- Flight Log (1977)
- Time Machine (1984)
- 2400 Fulton Street (1987)
- White Rabbit & Other Hits (1990)
- Jefferson Airplane Loves You (1992)
- The Jefferson Airplane and Beyond (1997)
- Through the Looking Glass (1999)
- The Roar of Jefferson Airplane (2001)
- Jefferson Airplane Platinum & Gold Collection (2003)
- The Essential Jefferson Airplane (2005)

## The Best of Jefferson Airplane (1978)
1. Come on and Take a Free Ride – 3:06

## The Best of Jefferson Airplane (1980)
- AllMusic  link

1. 3/5 of a Mile in 10 Seconds – 3:41
2. White Rabbit – 2:29
3. Somebody to Love – 2:54
4. Wild Time – 3:07
5. Won’t You Try/Saturday Afternoon – 5:08
6. Share a Little Joke – 4:16
7. Greasy Heart – 3:25
8. Wooden Ships – 6:26
9. Third Week in the Chelsea – 4:34
10. Long John Silver – 4:22

## The Best of Jefferson Airplane (1992)
- AllMusic link
- Német kiadású album.

1. Blues from an Airplane – 2:11
2. White Rabbit – 2:31
3. Somebody to Love – 2:57
4. The Ballad of You & Me & Pooneil – 4:29
5. Crown of Creation – 2:53
6. Plastic Fantastic Lover – 3:44
7. Volunteers – 2:02
8. When the Earth Moves Again – 3:54
9. Aerie (Gang of Eagles) – 3:53
10. Milk Train – 3:25
11. Have You Seen the Saucers? – 4:12
12. Mexico – 2:05

## Journey: The Best of Jefferson Airplane (1997)
- AllMusic  link[halott link]

1. Embryonic Journey – 1:51
2. High Flyin’ Bird – 4:02
3. It’s No Secret – 2:38
4. Come Up the Years – 2:33
5. Somebody to Love – 2:54
6. Blues from an Airplane – 2:11
7. White Rabbit – 2:29
8. Plastic Fantastic Lover – 3:48
9. Aerie (Gang of Eagles) – 3:55
10. The Ballad of You & Me & Pooneil – 4:38
11. Crown of Creation – 2:52
12. Lather – 2:56
13. The Last Wall of the Castle – 2:41
14. Greasy Heart – 3:25
15. Volunteers – 2:03
16. When the Earth Moves Again – 3:54
17. Triad – 4:55
18. We Can Be Together – 6:00
19. Wooden Ships – 6:27
20. Milk Train (Live) – 3:31
21. Have You Seen the Saucers? (Live) – 4:10

## The Best of Jefferson Airplane: Somebody to Love (2004)
- AllMusic link

1. Somebody to Love
2. White Rabbit
3. Come Up the Years
4. Today
5. Let’s Get Together
6. Comin’ Back to Me
7. The House at Pooneil Corners
8. Young Girl Sunday Blues
9. Lather
10. Third Week in the Chelsea

## Best of Jefferson Airplane (2005)
- AllMusic link

1. Somebody to Love (Live)
2. White Rabbit (Live)
3. Plastic Fantastic Lover (Live)
4. It’s No Secret (Live)
5. Don’t Slip Away
6. High Flyin’ Bird (Live)
7. You’re So Loose (Live)
8. My Best Friend
9. Would You Love Me?
10. What You’re Askin’

## The Best of Jefferson Airplane (2007)
- AllMusic link

1. Somebody to Love – 3:01
2. White Rabbit – 2:34
3. Embryonic Journey – 1:56
4. High Flyin’ Bird – 2:35
5. It’s No Secret – 2:40
6. Come Up the Years – 2:34
7. Blues from an Airplane – 2:12
8. Plastic Fantastic Lover – 2:39
9. Ballad of You & Me & Pooneil – 4:37
10. Crown of Creation – 2:56
11. Lather – 2:58
12. Greasy Heart – 3:24
13. Volunteers – 2:09
14. Triad – 4:58
15. We Can Be Together – 5:51
16. Wooden Ships – 6:22

## The Best of Jefferson Airplane (1999)
- AllMusic link

1. Somebody to Love
2. Embryonic Journey
3. High Flyin’ Bird
4. Come Up the Years
5. Blues from an Airplane
6. White Rabbit
7. It’s No Secret
8. Plastic Fantastic Lover
9. Crown of Creation
10. Aerie (Gang of Eagles)

## The Very Best of Jefferson Airplane (2007)
- AllMusic  link Archiválva 2008. szeptember 6-i dátummal a Wayback Machine-ben

A Hellbound Train kivételével az összes dal az együttes első két albumán jelent meg.
1. lemez
1. White Rabbit
2. Today
3. It’s No Secret
4. My Best Friend
5. Don’t Slip Away
6. Other Side of This Life
7. High Flyin’ Bird
8. Somebody to Love

2. lemez
1. Plastic Fantastic Lover
2. 3/5 of a Mile in 10 Seconds
3. She Has Funny Cars
4. This is My Life
5. Hellbound Train
6. White Rabbit (Different Version)
7. Plastic Fantastic Lover (Different Version)